# Jenny Joseph
Jenny Joseph (sinh ngày 7 tháng 5 năm 1932 – mất ngày 8 tháng 1 năm 2018) là nữ nhà thơ Anh.
Jenny Joseph sinh ra ở Birmingham, học văn học Anh tại trường Cao đẳng St Hilda, Oxford. Những bài thơ của bà được xuất bản lần đầu khi còn là sinh viên tại trường đại học vào đầu những năm 1950. Bà trở thành một nhà báo và làm việc cho Bedfordshire Times, Oxford mail và Drum Publications (Johannesburg, Nam Phi).
Bài thơ nổi tiếng nhất của Joseph, Lời báo trước (Warning) được viết vào năm 1961 và xuất bản trong tập Hoa hồng trong buổi tối (Rose In the Afternoon) và Thơ Anh thế kỷ XX (The Oxford Book Twentieth Century English Verse). "Lời báo trước" được cho là "bài thơ sau chiến tranh phổ biến nhất" (most popular post-war poem) của Vương quốc Anh qua một cuộc thăm dò năm 1996 của BBC. Bài thơ này là nguồn cảm hứng, là tiền đề cho việc thành lập "Hội mũ đỏ" (Red Hat Society) ở Anh và ở hơn 30 quốc gia khác. Thơ của bà nhận được nhiều giải thưởng danh giá của Vương quốc Anh.

## Một bài thơ
| Lời báo trước Khi về già tôi sẽ mặc áo quần màu tía Đội mũ đỏ, dù màu này không hợp với tôi Và sẽ dùng lương hưu mua rượu với găng tay Mua dép sa tanh, dù tiền mua bơ không đủ Khi mệt mỏi tôi sẽ ngồi nghỉ trên hè phố Ăn những món ăn trong cửa hàng và học nhấn chuông Và giơ gậy chĩa vào những rào chắn xung quanh Khác với vẻ nhẹ nhàng những tháng năm tuổi trẻ Và tôi sẽ đi dép lê ở dưới trời mưa Hái những bông hoa không ở vườn nhà Và sẽ học cách khạc nhổ. Có thể mặc tuềnh toàng và không lo ăn thịt mỡ Hoặc ăn cả ký rưỡi xúc xích trong một lần Hoặc chỉ ăn bánh mỳ với dưa muối suốt cả tuần Tích trữ bút và những thứ khác vào trong lọ. Nhưng bây giờ thì vẫn cần mặc áo quần sáng sủa Trả tiền nhà và không chửi mắng ngoài đường phố Cần phải làm gương tốt cho lũ trẻ con Đọc báo đều và tiếp bạn bè, nếu họ ghé. Nhưng có lẽ bây giờ tôi cũng đã cần phải thử Những người biết tôi chắc sẽ chẳng ngạc nhiên Khi về già tôi sẽ mặc áo quần màu tía. Bản dịch của Hồ Thượng Tuy | Warning When I am an old woman I shall wear purple With a red hat which doesn't go, and doesn't suit me. And I shall spend my pension on brandy and summer gloves And satin sandals, and say we've no money for butter. I shall sit down on the pavement when I'm tired And gobble up samples in shops and press alarm bells And run my stick along the public railings And make up for the sobriety of my youth. I shall go out in my slippers in the rain And pick flowers in other people's gardens And learn to spit. You can wear terrible shirts and grow more fat And eat three pounds of sausages at a go Or only bread and pickle for a week And hoard pens and pencils and beermats and things in boxes. But now we must have clothes that keep us dry And pay our rent and not swear in the street And set a good example for the children. We must have friends to dinner and read the papers. But maybe I ought to practice a little now? So people who know me are not too shocked and surprised When suddenly I am old, and start to wear purple. |